# Миколаевский, Даниэль (футболист, 2006)
Даниэль Миколаевский (пол. Daniel Mikołajewski; родился 24 января 2006) — польский футболист, нападающий итальянского клуба «Парма», выступающий на правах аренды за любинский клуб «Заглембе».

## Клубная карьера
Уроженец Нинбурга (Нижняя Саксония, Германия), Даниэль начал футбольную карьеру в ряде польских клубов, включая «Ягуар Гданьск», где его выступления заметили скауты итальянских клубов. Летом 2022 года он присоединился к футбольной академии итальянского клуба «Парма».
В сентябре 2024 года отправился в аренду в любинский клуб «Заглембе» до конца сезона 2024/25. 29 сентября 2024 года дебютировал в матче высшей лиги чемпионата Польши против «Радомяка».

## Карьера в сборной
Выступал за сборные Польши до 16, до 17, до 18 и до 19 лет.